# Geraldine Somerville
Geraldine Margaret Agnew-Somerville (ur. 19 maja 1967 w hrabstwie Meath) – brytyjska aktorka, urodzona w Irlandii. W serii filmów o Harrym Potterze grała jego matkę – Lily Potter, która zginęła z rąk Lorda Voldemorta.

## Życie prywatne
Jest mężatką (od 1995 r. William Osbourne-Young), ma dwóch synów Caspara Williama (2002), Arthura (2004) i córkę Rose (2007).

## Filmografia
- 2014: Grace księżna Monako jako Antoinette, baronowa Massy
- 2011: Harry Potter i Insygnia Śmierci. Część II jako Lilly Potter
- 2007: Harry Potter i Zakon Feniksa jako Lily Potter
- 2005: Harry Potter i Czara Ognia jako Lily Potter
- 2004: Harry Potter i więzień Azkabanu jako Lily Potter
- 2002: Re-inventing Eddie jako Jeanie
- 2002: The Safe House jako dr Sam Graham
- 2002: Harry Potter i Komnata Tajemnic jako Lily Potter
- 2001: Harry Potter i Kamień Filozoficzny jako Lily Potter
- 2001: Murder in Mind jako Angela Coates
- 2001: Gosford Park jako Louisa Stockbridge
- 1999: Daylight Robbery jako Val McArdale
- 1999: Aristocrats jako lady Emily
- 1998: The Canterbury Tales jako Pertelote/Dorige (głos)
- 1998: Heaven on Earth jako Deborah Bennett
- 1997: Jilting Joe jako Olivia
- 1996: Zbuntowana załoga jako Ruth MacDonald
- 1995: After Miss Julie jako panna Julie
- 1995: Nawiedzony jako Kate
- 1994: Romeo i Julia jako Julie
- 1994: Trójkąt namiętności jako sprzedawczyni
- 1994: Deep Blue Sea jako Ann Welch
- 1993–1996: Dr Fitz jako Jane ‘Panhandle’ Penhaligon
- 1991: Z zamkniętymi oczami jako Natalie’s Boss
- 1991: Black Velvet Gown, The jako Biddy Millican
- 1989: Poirot jako Pauline Wetherby
- 1986: Na sygnale jako Ruth